# Jan František Löw z Erlsfeldu
Jan František Löv z Erlsfeldu, také Johann Franz Ritter Loew von Erlsfeld, Johann Franz Löw nebo Joannes Franciscus Löw (26. března 1648, Planá – 1. března 1725, Praha) byl česko-německý lékař a právník, rektor Univerzity Karlovy.

## Život
Vystudoval jezuitské gymnázium v Chebu, lékařská studia na pražské univerzitě zakončil doktorátem medicíny, stal se lázeňským lékařem v Karlových Varech a ve studiu pokračoval v Římě, kde získal doktorát práv. Stal se osobním lékařem knížete Jana Adolfa I. ze Schwarzenbergu, přišel s ním do Lince, kde pobýval císař Leopold I. Habsburský, a stal se také jeho osobním lékařem a profesorem na Karlově univerzitě (tehdy Ferdinandova univerzita u sv. Klimenta) v Praze. Byl děkanem lékařské fakulty této univerzity. V roce 1681 prokoumal léčivý pramen v Libníči, o kterém napsal spis Hydriatria nova a pro lázně v Libníči sepsal lázeňský řád. V roce 1685 byl císařem Leopoldem I. povýšen do šlechtického stavu a obdržel titul rytíř z Erlsfeldu. V letech 1699, 1703, 1712 a 1717 byl rektorem Univerzity Karlovy. Velkou pozornost si získaly jeho lékařské publikace, které se věnovaly zejména boji s morem. Byl majitelem panství Modletice, východně od Prahy. V roce 1717 byl zvolen členem Leoploldiny.
Jeho manželka byla Johanna Margarita Cassini de Bugella. Pocházela z italské rodiny učenců Cassini a byla sestrou profesora medicíny a rektora pražské univerzity Johanna Antona Cassinise de Bugella. Jeho synem byl náměstek královského českého místodržícího – Jan Josef Ignác Löw z Erlsfedlu (1673–1716). V roce 1707 se v Českých Budějovicích oženil s Alžbětou Alsterlovou z Astfeldu, z dynastie Ulster, zvanou Alsterle von Rosenthal.
Byl pohřben v kostele Panny Marie Vítězné v Praze. Později byly jeho ostatky uloženy v Národním muzeu.

## Dílo
- Nova et vetus aphorismorum divi senis Hippocratis interpretatio iuxta mentem veterum et recentiorum in publica cathedra ingenuae juventuti medicae pragensi explanata ... Francofurti & Lipsiae: Johannis Ziegeri, 1711
- Universa medicina practica, juxta veterum et recentiorum mentem efformata et aucta; observationibus, quaestionibus, consiliis ac controversis illustrata propriaque explicatione dilucidata. Olim in nucleo compendiose tradita, A. C. Weinhart in usum medicorum juniorum... 2 Tle. in 1 Bd. Nürnberg, J. D. Endter pro J. Fr. Rüdiger, 1723
- Theatrum medico-juridicum, continens varias easque maxime notabiles tam ad tribunalia ecclesiastico-civilia, quam ad medicinam forensem, pertinentes materias. Ex diversis optimorum authorum...voluminibus excerptum...Opus Jctis, physicis, practicis, studiosis, chirurgis, aliisque utile et necessarium. Nürnberg, J. F. Rudiger, 1725
- Manual aller denckwürdigen Sachen, so mich undt die meinigen angehet, o. J.
- Joannis Francisci Löw, Alexander Schamsky, Wenzeslal Joannis Kriegelstein von Sternfeld: Medicum de Morte Trophæum. Honori Divorum Cosmæ & Damiani Gloriosè de Libitina Triumphantium, Nec non Excellentissimæ Facultatis Medicæ Sanctorum Tutelarium, Priùs in Ponte Pragensi Statuis Illorum erectis, Ac dein Oratione Panegyrica De More Annuo repraesentatum Coram Senatu, Populóque Academico Teinensi Beatæ Virginis in Cœlos Assumptae Vetero-Pragæ
- Hydriatria nova[5]